# 林氏角蟾
林氏角蟾（学名：Boulenophrys lini）也称林氏异角蟾，一种分布于中华人民共和国湖南省及江西省等地区的两栖动物，隶属于角蟾科布角蟾属。模式产地为江西省井冈山市的八面山。种加词取自前南昌大学生物系副教授林英的姓氏，表彰他在20世纪70年代和80年代在井冈山进行生物多样性调查和研究的努力。

## 形态特征
林氏角蟾体型小，雄蟾体长34.1～39.7毫米，雌蟾体长37～39.9毫米。身体背面呈橄榄棕色，眶间具有一明显的黑色三角形斑，背部具有镶浅色边的深棕色X形斑；四肢背面具有深棕色横纹；身体腹面为红棕色，喉部中间有一条竖向黑色条纹，腹部具有白色斑驳。

## 保护
本种于2023年被收录入《有重要生态、科学、社会价值的陆生野生动物名录》。